# Gran Roque
Gran Roque es una isla de las Antillas menores en el mar Caribe, geográficamente parte del Archipiélago de Los Roques que posee 1,8 km² (180 ha) de extensión, donde reside la mayor parte de la población del conjunto de Islas y de las Dependencias Federales de Venezuela. Gran Roque funciona como capital de las Dependencias Federales Venezolanas, y también del Territorio Insular Miranda y es el asiento de todas las posadas, el aeropuerto, la escuela, los muelles principales y la sede de varios edificios públicos.

## Historia
El territorio fue explorado por los Españoles que lo reclamaron como parte de la Capitanía General de Venezuela. Ya en la etapa republicana e independiente de Venezuela el Gran Roque como parte del Archipiélago Los Roques fue incluido como parte del territorio Colon y para 1895 la isla funcionaba como capital del territorio con un gobernador designado desde Caracas y un aproximado de 97 habitantes.
En junio de 1874 el gobierno venezolano celebró un contrato con un súbdito neerlandés Luis Oduber proveniente de Curazao para la construcción de un Faro con los planos del ingeniero inglés I. F. Grover, que con el tiempo seria conocido como el Faro Holandés de Gran Roque. El Contrato fue luego aprobado por el congreso de Venezuela aclarándose que el mismo no podía generar ninguna reclamación internacional.
En 1938 Gran Roque fue incluida como una de las Dependencias Federales de Venezuela, en 1972 fue incluida en la zona recreativa del Parque nacional Archipiélago Los Roques y hasta 2011 fue parte de la Autoridad Única de Área de Los Roques desde ese mismo año funciona como la sede del Gobierno del Territorio Insular Miranda creada por ley orgánica.
Entre agosto de 2023 y 2024 la isla fue objeto de una ampliación artificial de unas 2,2 hectáreas duplicando el tamaño de la pista de su aeropuerto (Aeropuerto del Gran Roque o Aeropuerto de Los Roques) mediante tierras ganadas al mar, acción que fue criticado por ecologistas y ambientalistas sobre todo por realizarse en un área donde existe corales y manglares y usarse material de un cantera instalada en la llamada Boca del Mal tiempo

## Geografía
Por su área o tamaño en kilómetros cuadrados (unos 1,8 km² o 180 hectáreas) posee una superficie comparable a la de países como Mónaco o casi 4 veces el tamaño de la Ciudad del Vaticano.
El relieve de la isla ofrece dos zonas bien diferentes, la primera es una pequeña cadena montañosa, de poco más de 2 km de extensión, que corre a lo largo de la costa septentrional, con una elevación mayor que alcanza los 124 m. La segunda zona comprende las dos terceras partes de la isla y está formada por terrenos bajos, arenosos y anegadizos con lagunas de agua salada que en sus bordes y debido a la evaporación, precipita la sal. En contacto con estas lagunas aparecen playones arenosos de cierta anchura.
En resumen, puede decirse que en la mitad norte de la isla, se desarrolla un paisaje de relieve que se extiende hacia el oeste hasta alcanzar el mar dando lugar a una costa abrupta sin playas. De esta forma, la isla en su vertiente norte presenta una topografía abrupta con acantilados de fuertes pendientes hacia el mar, del orden de los 70.º y aún más, representada por farallones verticales y bloques salientes.

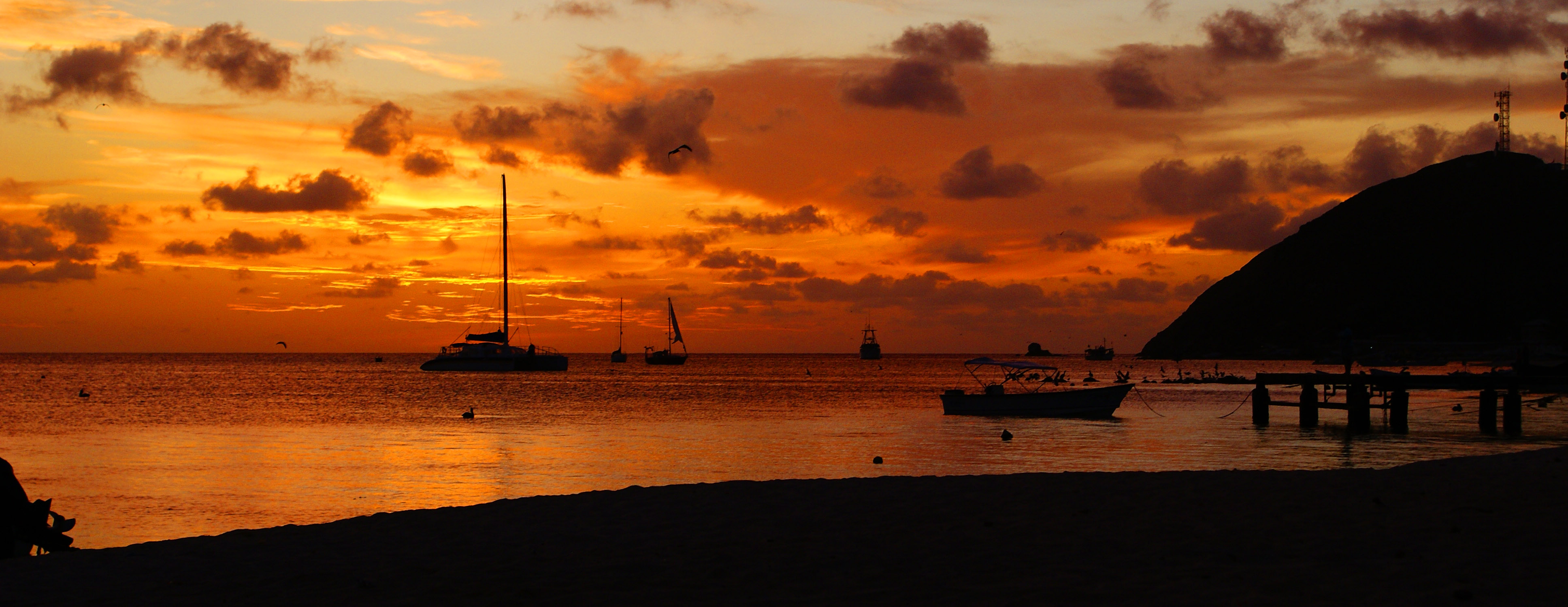
Atardecer en la Isla de Gran Roque

### Ubicación
Gran Roque está situada en la parte noreste del archipiélago, siendo sus coordenadas geográficas 11º 47´33´´ de latitud norte y 66° 40´37´´ de longitud oeste en su parte central. Su punto más alto es el Cerro Roque con 37 m s. n. m. y tiene 2361 habitantes. Tiene forma de un triángulo rectángulo con el vértice más agudo orientado en dirección noroeste, y sus dimensiones máximas son: 3,15 km en dirección sudeste a noroeste y 990 m en dirección noreste - sudoeste.

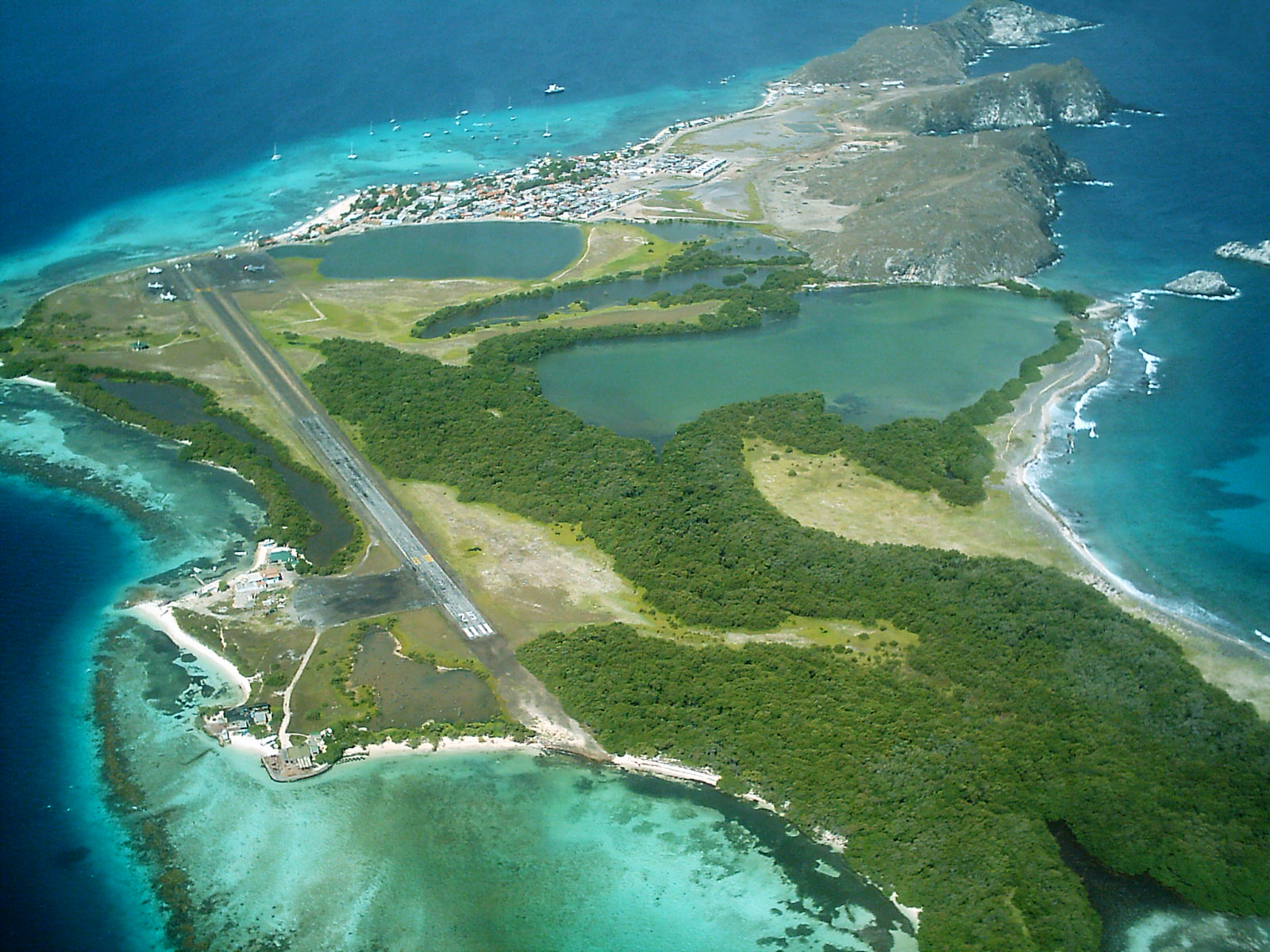
Vista de los arrecifes y manglares del Gran Roque

### Arrecife
Al sur de la isla gran Roque se encuentra el llamado Plano Arrecifal sur que ocupa una superficie marina aproximada de 50,78 hectáreas y tiene un perímetro de 5,98 kilómetros. En esa área se encuentra los 2 muelles de la isla, el muelle turístico y el muelle de carga o servicios.

### Lagunas
La isla del Gran Roque posee por los 4 lagunas principales, siendo las más importantes la Laguna Sur y la Laguna Norte. La Laguna sur posee una superficie aproximada de 6 hectáreas y un perímetro de 0,98 kilómetros, separa el Aeropuerto del Gran Roque (en el este), del Pueblo del Gran Roque (al oeste).
La Laguna norte posee 11,81 hectáreas o 118.076,06 m²  y un perímetro de 1,59 kilómetros y se encuentra rodeada de vegetación casi por sus cuatro costados (manglares). Las otras 2 lagunas son llamadas Laguna Occidental (1,2 hectáreas) y Laguna Los Troncos (1,81 hectáreas).

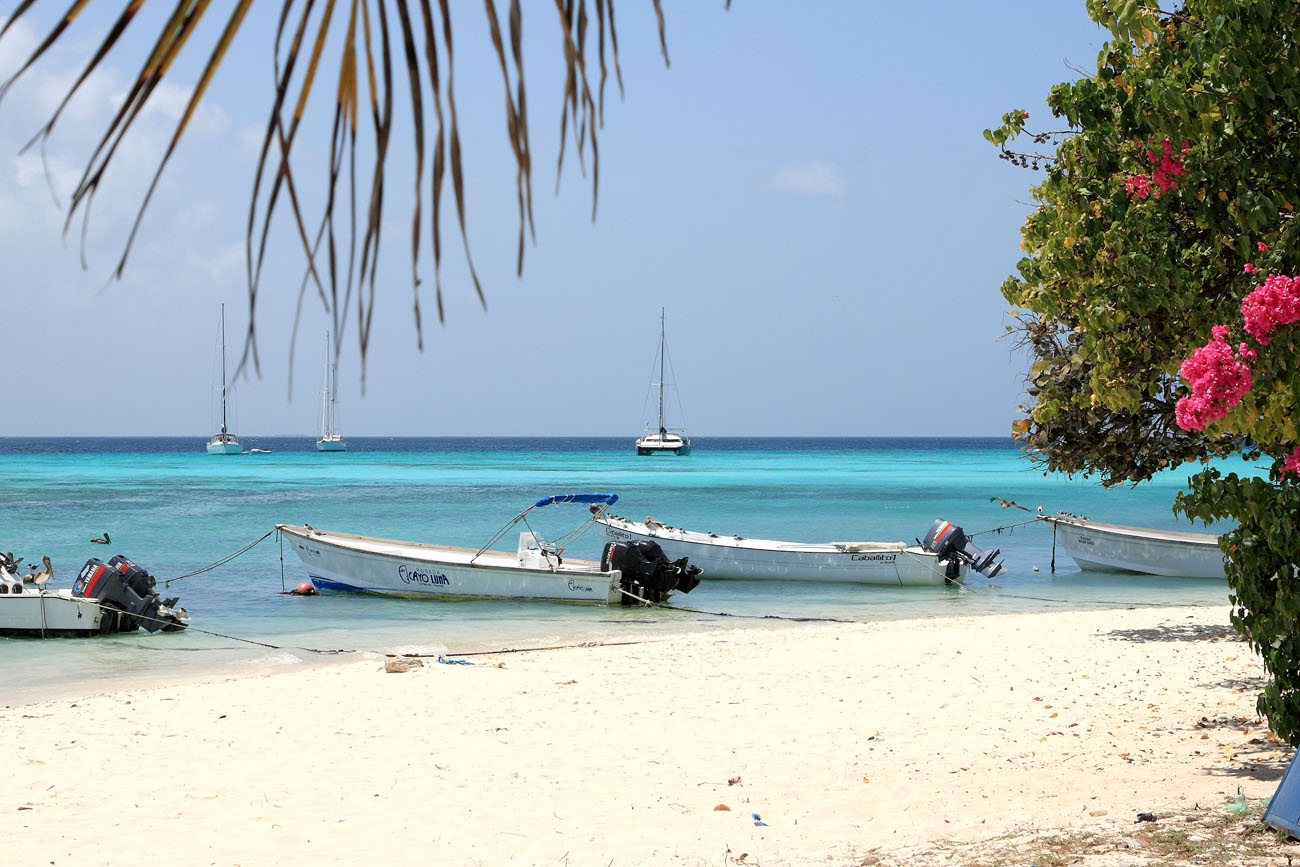
Una de la playas de Gran Roque

### Clima
| Parámetros climáticos promedio de Gran Roque, Venezuela | Parámetros climáticos promedio de Gran Roque, Venezuela | Parámetros climáticos promedio de Gran Roque, Venezuela | Parámetros climáticos promedio de Gran Roque, Venezuela | Parámetros climáticos promedio de Gran Roque, Venezuela | Parámetros climáticos promedio de Gran Roque, Venezuela | Parámetros climáticos promedio de Gran Roque, Venezuela | Parámetros climáticos promedio de Gran Roque, Venezuela | Parámetros climáticos promedio de Gran Roque, Venezuela | Parámetros climáticos promedio de Gran Roque, Venezuela | Parámetros climáticos promedio de Gran Roque, Venezuela | Parámetros climáticos promedio de Gran Roque, Venezuela | Parámetros climáticos promedio de Gran Roque, Venezuela | Parámetros climáticos promedio de Gran Roque, Venezuela |
| Mes                                                     | Ene.                                                    | Feb.                                                    | Mar.                                                    | Abr.                                                    | May.                                                    | Jun.                                                    | Jul.                                                    | Ago.                                                    | Sep.                                                    | Oct.                                                    | Nov.                                                    | Dic.                                                    | Anual                                                   |
| ------------------------------------------------------- | ------------------------------------------------------- | ------------------------------------------------------- | ------------------------------------------------------- | ------------------------------------------------------- | ------------------------------------------------------- | ------------------------------------------------------- | ------------------------------------------------------- | ------------------------------------------------------- | ------------------------------------------------------- | ------------------------------------------------------- | ------------------------------------------------------- | ------------------------------------------------------- | ------------------------------------------------------- |
| Temp. máx. media (°C)                                   | 27.6                                                    | 28.1                                                    | 31.8                                                    | 34.9                                                    | 34.6                                                    | 33.4                                                    | 33.5                                                    | 32.8                                                    | 32.5                                                    | 31.6                                                    | 30.2                                                    | 28.7                                                    | 31.6                                                    |
| Temp. mín. media (°C)                                   | 15.1                                                    | 15.6                                                    | 17.1                                                    | 18.1                                                    | 20.7                                                    | 21.6                                                    | 22.3                                                    | 22.4                                                    | 19.6                                                    | 16.5                                                    | 16.2                                                    | 16.1                                                    | 18.4                                                    |
| Precipitación total (mm)                                | 39                                                      | 3.6                                                     | 0.9                                                     | 0.1                                                     | 3.8                                                     | 4.6                                                     | 7.8                                                     | 9.6                                                     | 36                                                      | 50.1                                                    | 56                                                      | 49.5                                                    | 261                                                     |
| Días de lluvias (≥ 0.1 mm)                              | 7                                                       | 1                                                       | 0.6                                                     | 0.5                                                     | 2                                                       | 3                                                       | 5                                                       | 5                                                       | 5                                                       | 9                                                       | 10                                                      | 9                                                       | 57.1                                                    |
| Horas de sol                                            | 258                                                     | 300                                                     | 306                                                     | 308                                                     | 304                                                     | 299                                                     | 288                                                     | 281                                                     | 239                                                     | 216                                                     | 230                                                     | 246                                                     | 3275                                                    |
| [cita requerida]                                        |                                                         |                                                         |                                                         |                                                         |                                                         |                                                         |                                                         |                                                         |                                                         |                                                         |                                                         |                                                         |                                                         |

## Transporte

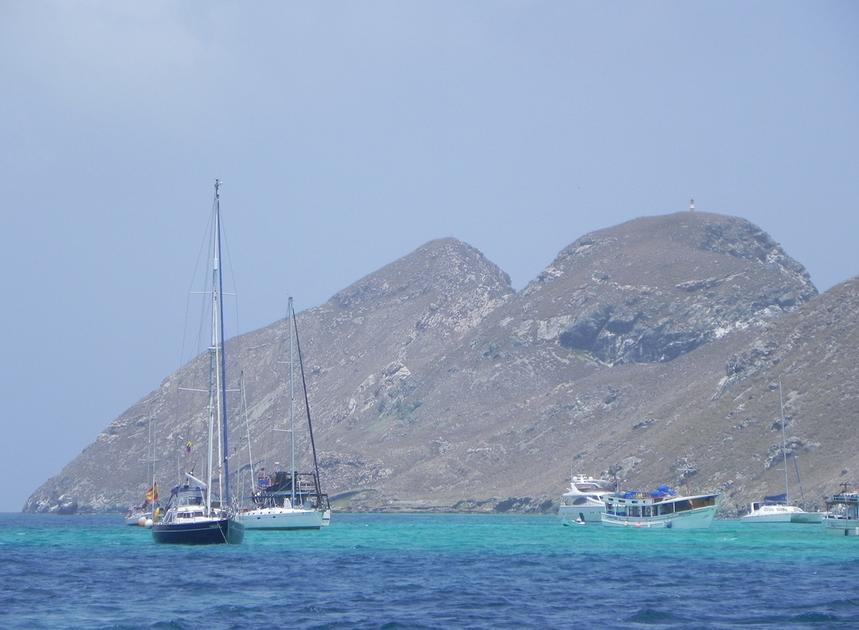
Vista de la Isla de Gran Roque, la más poblada del Archipiélago de los Roques.

La forma más sencilla y rápida de llegar es por vía aérea al Aeropuerto Los Roques. Hay vuelos comerciales desde Maiquetía. El aeropuerto está ubicado al borde del mar, a escasos metros de la playa. Al descender del avión, se debe pasar por la oficina de Inparques (Instituto Nacional de Parques) para cancelar la tasa de entrada al parque ya que el archipiélago de Los Roques es un "Parque nacional".
Las principales calles de la isla El Gran Roque Incluyen la avenida los Roques (que atraviesa prácticamente todo el territorio), la Calle Rivas, la Calle La Laguna, la Calle las Flores, la Calle La Gallera y la Calle 1.
Una gran parte de las calles de Los Roques son de arena, lo cual explica la cantidad de personas que se ven caminando descalzas. Las casas y posadas exhiben sus llamativos colores imprimiéndole a la isla un ambiente de alegría y vacaciones.

## Turismo
Algo que no debe dejar de hacerse en el Gran Roque es subir al faro (llamado faro holandés) que domina toda la isla. Es una caminata corta y no demasiado empinada que se puede hacer en menos de 30 minutos. La vista que se tiene desde el tope es: hacia el norte el mar con olas (a diferencia de casi todas las playas de Los Roques que son mansas), hacia el sur, la población del Gran Roque.

## Lugares notables

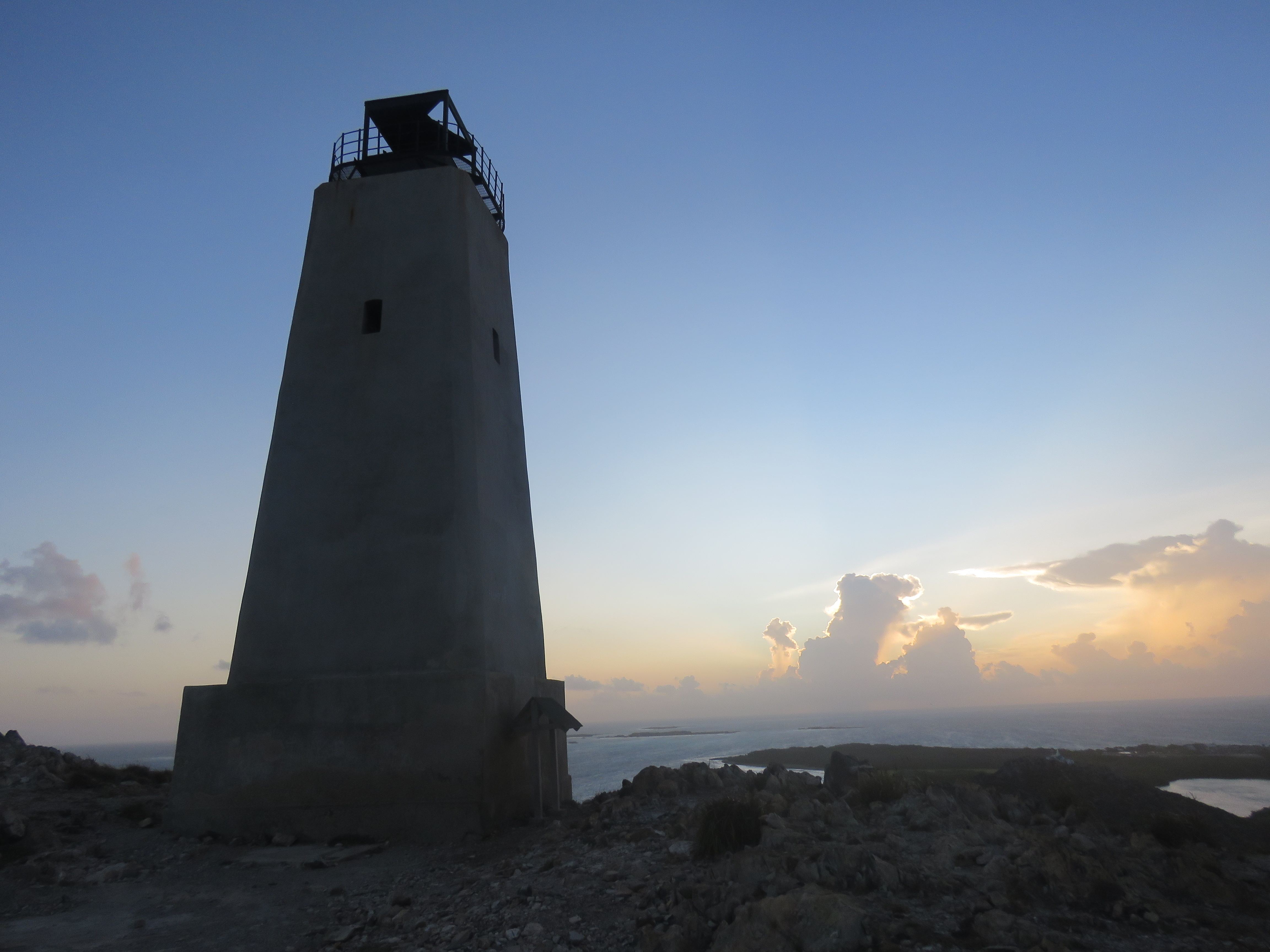
El Faro Holandés

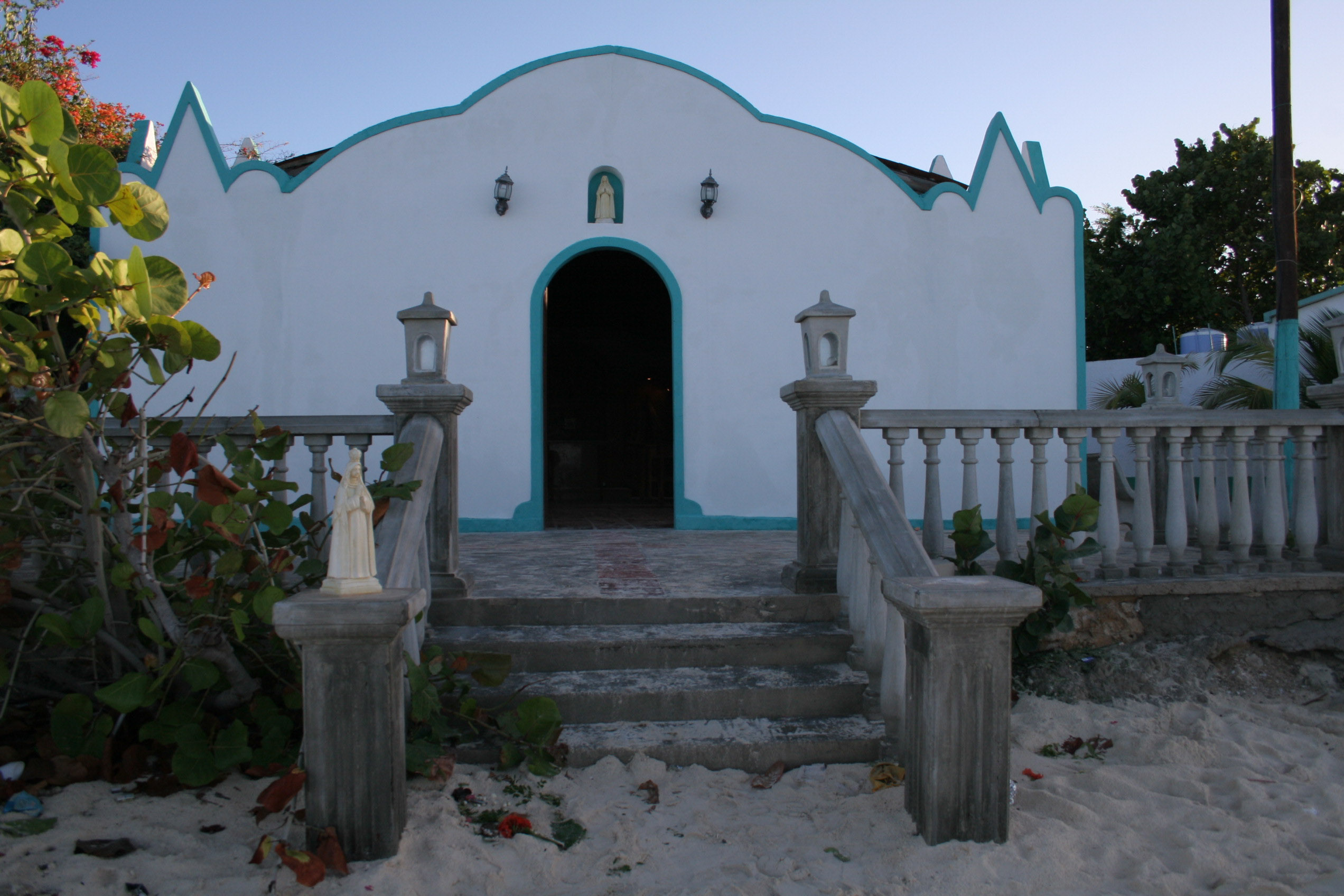
Capilla del Roque, afiliada a la Iglesia Católica

- Plaza Bolívar de Gran Roque
- Aeropuerto de Gran Roque
- Faro Holandés
- Capilla católica del Gran Roque
- Escuela Primaria Los Roques
- Liceo "Archipiélago Los Roques"
- Ambulatorio Petra Maria Marcano
- Sucursal del Banco de Venezuela
- Mercado Popular Los Roques
- Supermercado Gran Roque
- Laguna Sur del Gran Roque
- Laguna Norte del Gran Roque
- Laguna Occidental del Gran Roque
- Laguna Los Troncos

## Calles principales
- Calle 1
- Avenida Los Roques
- Calle Las Flores
- Calle La Laguna
- Calle La Gallera
- Calle Rivas